# 圣特罗瓦索广场

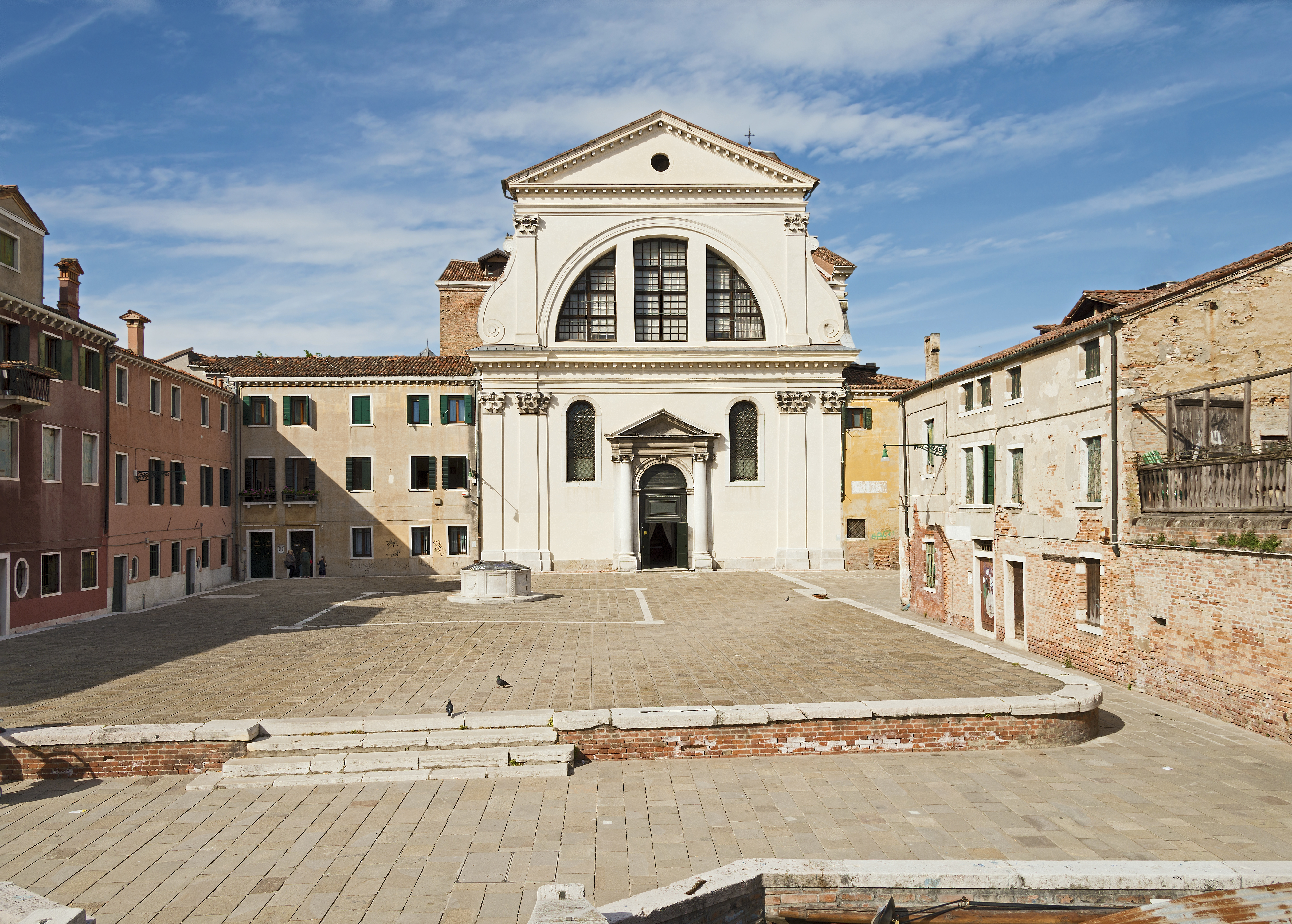
圣特罗瓦索广场及教堂

圣特罗瓦索广场（Campo San Trovaso）是意大利威尼斯的一个城市广场，位于多尔索杜罗区。

## 建筑
- 聖特羅瓦索教堂（San Trovaso）
- Palazzo Barbarigo Nani Mocenigo
- 圣特罗瓦索船台（Squero di San Trovaso）

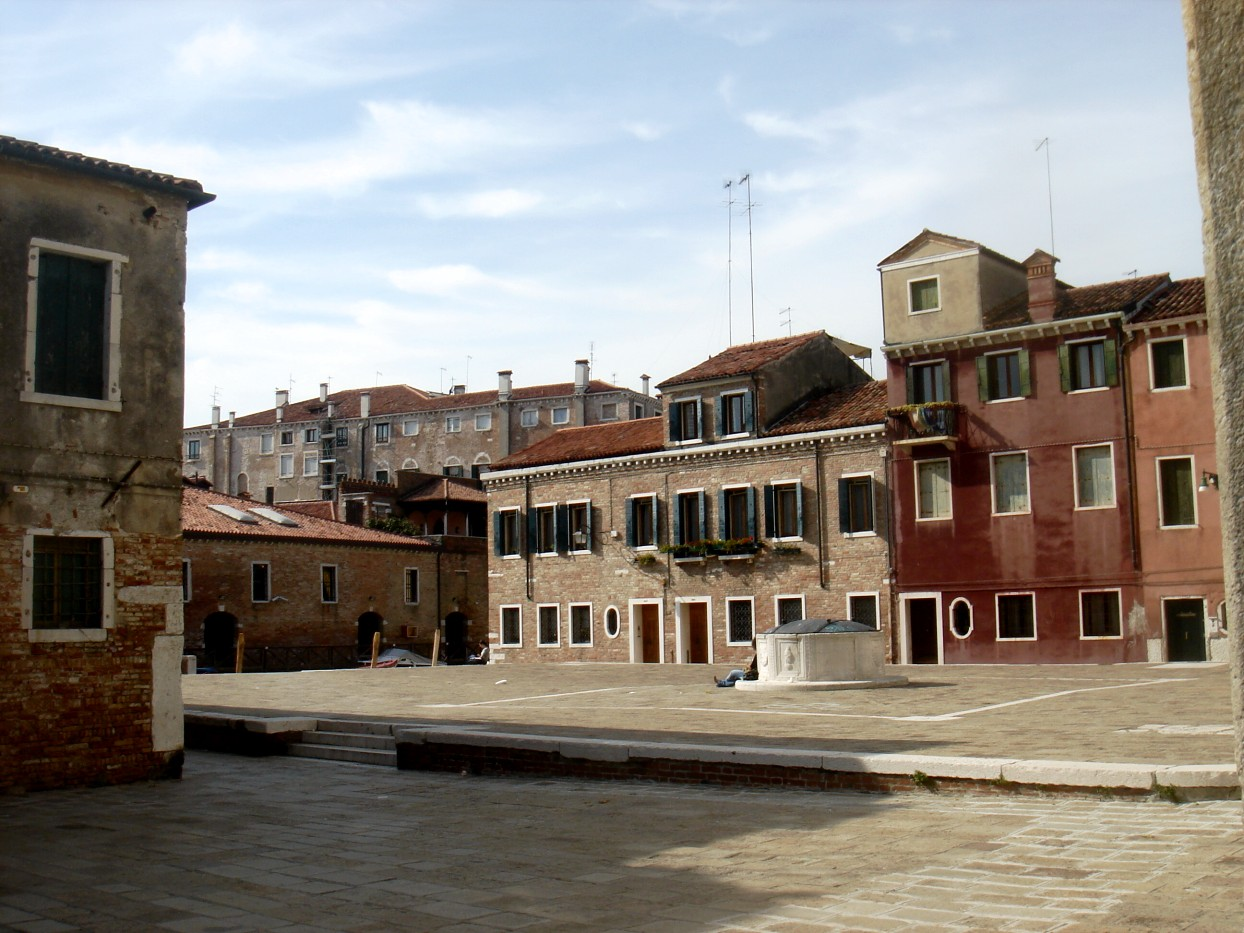
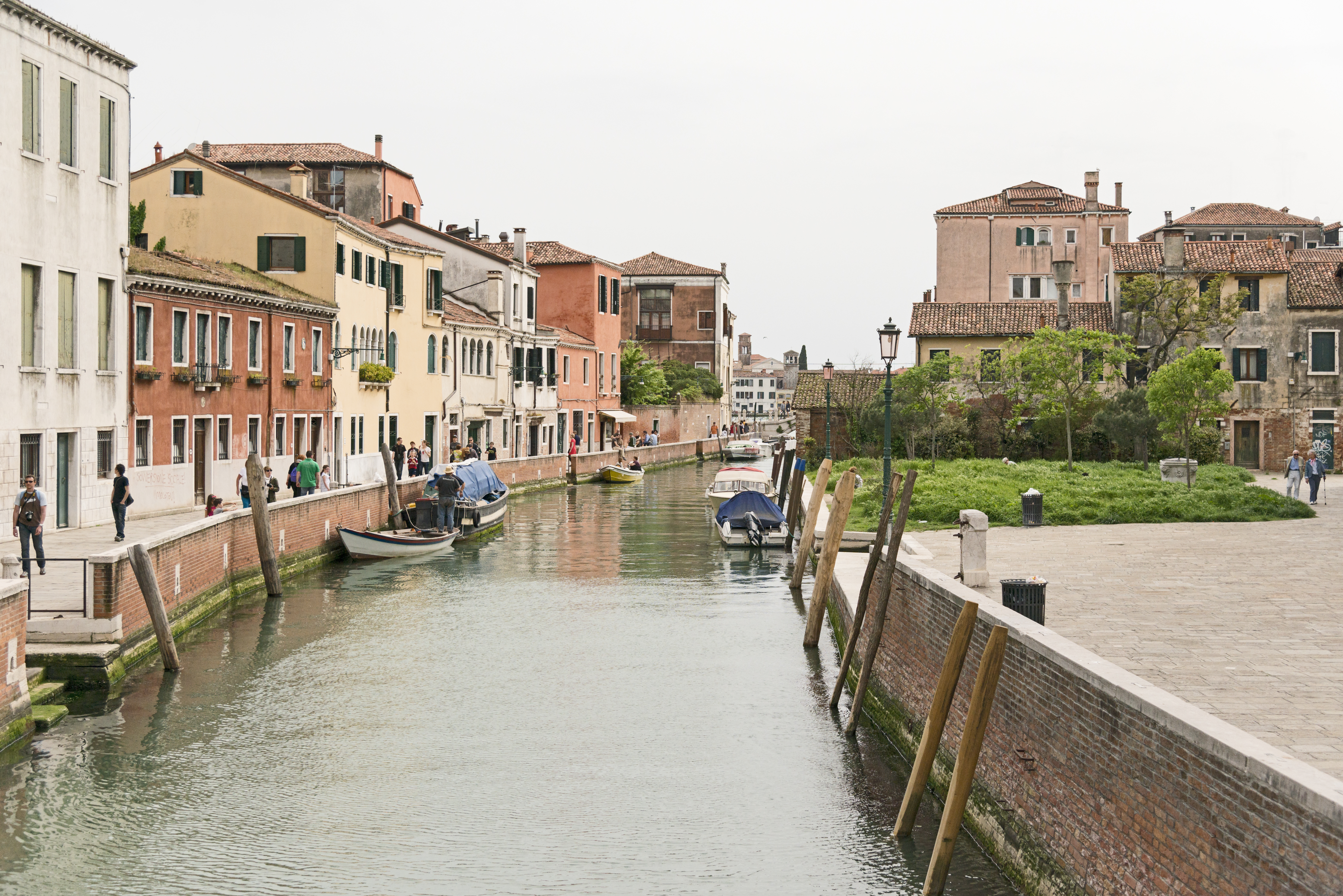
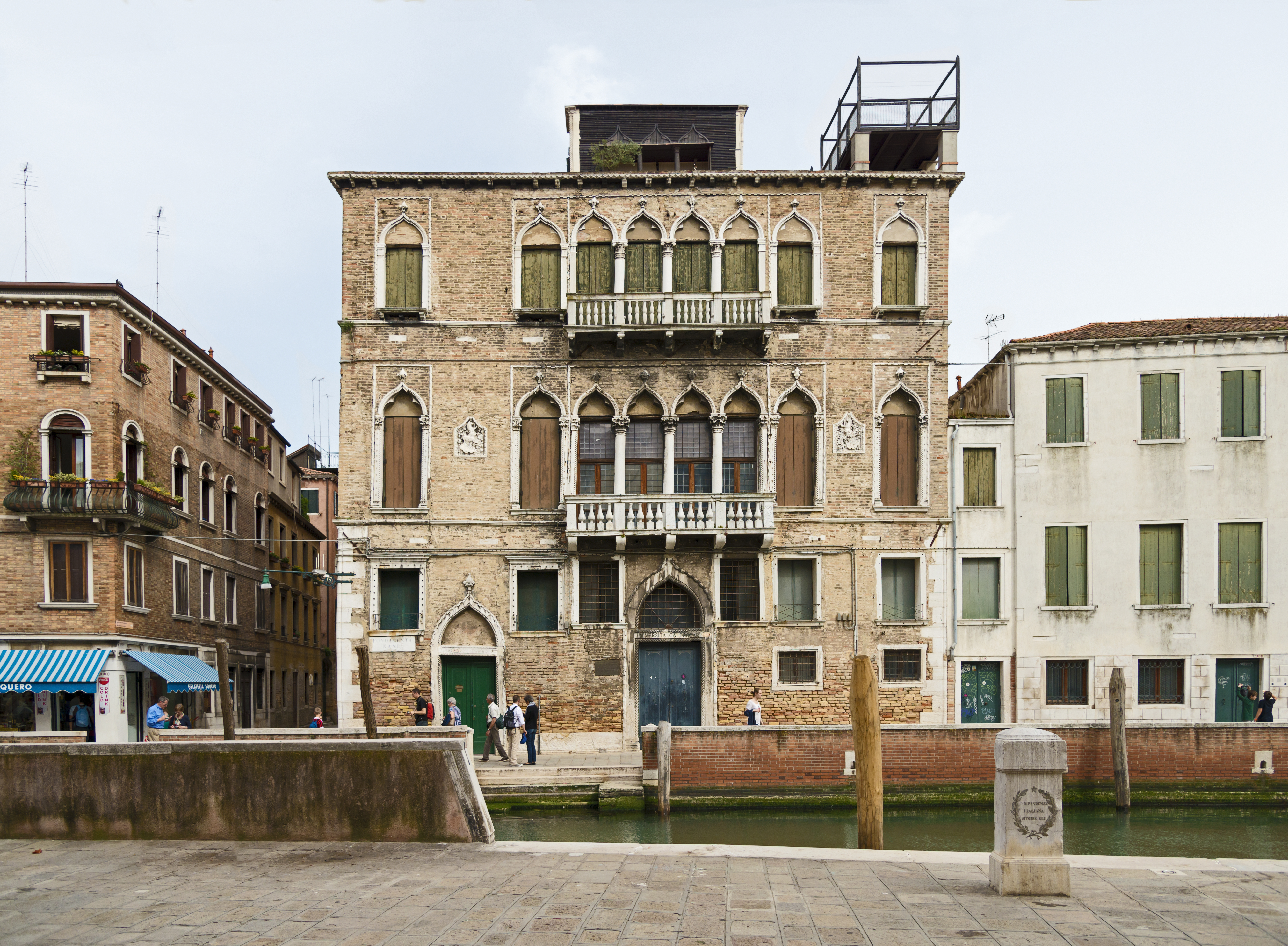
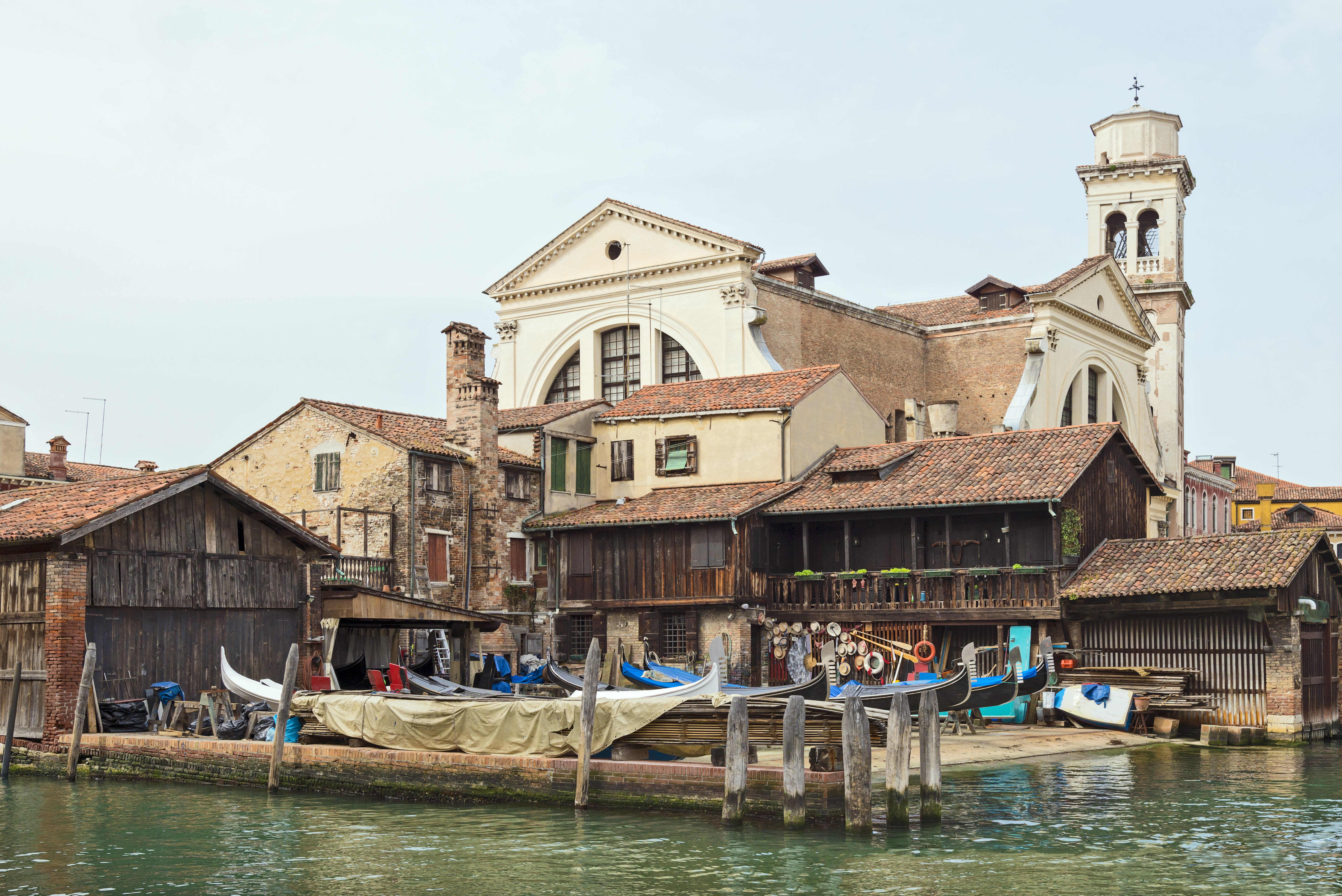